# Meserra Ben Halima
Meserra Ben Halima (sinh 18 tháng 8, 1983) là một vận động viên bóng chuyền nữ Tunisia. Cô là thành viên của đội bóng chuyền quốc gia Tunisia và chơi cho CS Sfaxien vào năm 2014.
Cô là một phần của đội tuyển quốc gia Tunisia tại Giải vô địch thế giới bóng chuyền nữ FIVB 2014 ở Ý.

## Câu lạc bộ
- liên_kết=|viền CS Sfaxien (2014)